# Кирим Ґерай
Кирим Ґерай  (крим. Qırım Geray, قريم كراى‎; 1717–березень 1769) — кримський хан у 1758–1764 та 1768–1769 рр. з династії Ґераїв. Син Девлета II Ґерая. За Арслана Ґерая був нуреддином і ханським намісником в Буджаку.

## Біографія
Почав вести самостійну зовнішню політику задовго до воцаріння, направивши посольство до прусського короля. Усвідомлюючи загрозу з боку Російської імперії, намагався знайти союзників для організації спільної оборони. Незабаром залишив Крим і поселився в Османській імперії, де не припиняв політичної діяльності, підтримуючи єдисанських ногайців, незадоволених правлячим ханом. Прибувши в Єдисан особисто, зібрав навколо себе велике військо, маючи намір виступити на Кримське ханство. Враховуючи силу і популярність Кирима Ґерая, султан ухвалив рішення надати йому ханське звання.
Зайнявши престол, Кирим Ґерай почав створення зовнішньополітичного альянсу для протистояння російській експансії. Переговори з Пруссією закінчилися безрезультатно. Кирим Ґерай намагався привернути на свою сторону Польщу, надавши підтримку супротивникам зведення на престол російського ставленика Понятовського. Доводив султанові згубність османського нейтралітету в східноєвропейських справах та ефемерність миру з Росією. Однак султан побоювався, що активність Кирима Ґерая приведе до війни з сусідами і тому відправив його у відставку.
Через 4 роки султан знов посадив його на престол, щоб той організував оборону краю в турецько-російській війні. Однак Кирим Ґерай раптово помер, імовірно, у наслідок умисного отруєння. Проте беї відмовилися почати слідство.
У внутрішній політиці Кирим Ґерай зробив величезний внесок у розвиток економічного і культурного життя країни. Заохочував розвиток сільського господарства. Обсяги виробництва хліба були збільшені настільки, що хан поставив питання про облаштування спеціального порту на Дніпрі для вивозу зерна. У пошуках шляхів до економічної незалежності ханства наказав провести геологічні розвідки в Кримських і Кавказьких горах з метою пошуку корисних копалини і дорогоцінних металів. Як спроба покращити фінансове становище ханства, Кирим Гераєм була здійснена грошова реформа, яка втім була нівельована його наступниками.

Бешлик Кирима Герая 1172 (1758/1759)

Час правління Кирима Ґерая став епохою розквіту кримськотатарського мистецтва — у цей час розвивався стиль так званого «кримського рококо». Для прикраси Ханського палацу були запрошені найкращі художники і архітектори свого часу. У столиці з'явилися нові фонтани і будівлі. Найвідоміші архітектурні пам'ятники епохи Кирима Ґерая: «Фонтан Сліз», Дюрбе Діляри-Бікеч, Ешиль-Джамі. Хан живо цікавився європейською, зокрема, французькою культурою і суспільною думкою.

## Пам'ять
У селі Строгонівка є вулиця Кирим Герая